# Hexatoma propinquua
Hexatoma propinquua är en tvåvingeart som beskrevs av Alexander 1936. Hexatoma propinquua ingår i släktet Hexatoma och familjen småharkrankar. Inga underarter finns listade i Catalogue of Life.